# Bolibar (Alava)
Pour les articles homonymes, voir Bolibar.
Bolibar est un village ou commune faisant partie de la municipalité de Vitoria-Gasteiz dans la province d'Alava dans la communauté autonome du Pays basque.

## Démographie
| 2000 | 2001 | 2002 | 2003 | 2004 | 2005 | 2006 | 2007 |
| ---- | ---- | ---- | ---- | ---- | ---- | ---- | ---- |
| 12   | 12   | 12   | 13   | 13   | 13   | 11   | 12   |